# ジョシスタ
『ジョシスタ』（Joshista）は、札幌テレビ放送(STV)で放送されていたローカル深夜番組。

## 概要
2012年4月にそれまで放送されていた『What's New?+Cute』の後継として木曜日24:38 - 25:38（JST）にて放送開始。火曜日深夜に放送していた映画情報番組『シアターS』を同番組に内包する形でスタートした。札幌を中心に北海道各地の女性向けの情報を、札幌出身のタレント（サッポロジョシ）・三好絵梨香と脇田唯の2人が紹介。同年10月からは、CanCam専属人気モデルで北海道が大好きな舞川あいくがMCとして加入。これ以降、シアターSが独立番組として再開したため、放送時間が短縮されている。
2013年4月1日より『ジョシスタ あいく的』に改題し、木曜深夜から月曜深夜に枠移動。同時に脇田が番組を突如卒業、替わりに札幌出身の歌手・YU-Aが加入した。ちなみに月曜深夜にSTV自社制作のバラエティ番組が放送されるのは、『爆笑問題のススメ』が2006年3月に終了して以来7年ぶりである。
2021年10月からは月曜深夜から水曜深夜に再び枠移動した。
2022年3月23日深夜に「500回記念ニセコ旅」の企画をもって10年にわたる放送を終了した。
なお、HBCテレビで放送されていた深夜番組『ジョシアナ』とは無関係である。

## 主なコーナー
ジョシスタトピックス
- 新商品や新作映画や各種イベント・キャンペーンの情報を紹介。

ジョシスタnavi
- リポーター陣がパセオでファッションの情報を紹介。
- 紹介は三好とリポーター陣だが、三好の産休時はリポーター陣のみで紹介している。

ジョシアプリ
- 今話題のスマートフォンアプリを紹介。

とっておき!ご褒美スイーツ
- 北海道で販売されているスイーツを紹介。一時期はダーツによる抽選で各都府県のご当地スイーツ紹介するものへと変更していた。

レバスタ～おりも的～
- 北海道を本拠地とするB.LEAGUE所属のプロバスケットボールチームレバンガ北海道の魅力を紹介するコーナー。

### 過去
横山美和のワンダフルメイク
- 北海道を中心に活動するヘアメイクアップアーティスト・横山美和[2] が視聴者の顔の悩みにメイクで解決するコーナー。

ジョシスタ男子部
- CREATIVE OFFICE CUE所属の双子の男性コンビ・青木兄弟（一平・吾朗）が男性タレント・アーティストと対談するコーナー。

ジョシスタランキング
- 番組が独自に調査したランキングをベスト5形式で発表する。札幌市に本社を置く携帯コンテンツ制作会社「ハートビット」が製作したキャラクター“フランチェスカ”（CV：牧野由依）がナビゲーターを務めている。

どさんこ女子からジョシスタへ質問
- 視聴者の女性からの質問に出演者が答えていく。通称「教えてジョシスタ」。以前は「教えてあいくちゃん」というコーナー名だった。

## 出演者

### MC
- 三好絵梨香（元ハロー!プロジェクト・美勇伝メンバー、第一子妊娠のため2016年10月31日放送分を最後に産休、2017年4月18日放送分より復帰。第二子妊娠のため2020年10月23日放送分を最後に産休、2021年2月9日放送分より復帰。当面は不定期出演。）
- 舞川あいく（元CanCam専属モデル、2012年10月-）
- YU-A（歌手、2013年4月1日-、2017年4月11日放送分を最後に産休、同年10月10日放送分より復帰）

### リポーター
- 基本的にはジョシスタnavi・ジョシスタトピックスへの出演だが、本編への出演もある。
- 三好（1回目）・YU-Aが産休中の際は伊藤・佐藤・山田（当時）のうち2人が本編に登場していた。その後、三好（1回目）・YU-Aが産休から復帰してからも伊藤と佐藤は定期的に本編に出演している。
- 伊藤沙菜（タレント）
- 佐藤悦子（モデル）
- 吉田ひろか（フリーアナウンサー、2019年10月7日 - ）

### ミニコーナー
- 今里拓登（センチメンタル）

本業は太田プロ札幌所属のお笑いコンビ「センチメンタル」のボケ担当だが、番組にはADとして参加しており、時折助っ人として出演していたが、ミニコーナー枠獲得をかけてMC・リポーター陣と勝負し、引き分けとなったがミニコーナー枠を獲得した。

### ナレーション
STVの女子アナウンサーが務める。
- 大家彩香
- 村雨美紀
- 佐々木美波
- 兼子真衣
- 久保朱莉
- 熊谷明美
- 油野純帆
- 久保明日香

### 過去の出演者
- 脇田唯（MC、2012年4月5日 - 2013年3月21日 、表現者チーム・POST代表）
- 喜多晴香（リポーター、2017年1月23日、モデル）
- 土井エルファ（リポーター、2017年1月23日・3月9日、モデル）
  - 喜多と土井は2017年1月に新リポーターとして紹介されたが、オープニング及び番組ホームページでも紹介はなく、土井は初登場後番組への出演は1回（2017年3月9日）、喜多に至っては1月23日の初登場以降出演がないため卒業扱いとする。
- 小笠原舞子（ナレーション、2019年1月 - 2019年4月2日[4] 、当時STVアナウンサー）
- 山田かおり（リポーター、2015年6月 - 2019年7月16日 、モデル）

## スタッフ
- カメラ：桜居大祐、引野憲幸、田村誠志
- 音声：内田丈也、森田浩行、弓山隼、郡一正
- 照明：酒田貴史、近藤静也
- 美術：主藤明（システムエージェンシー）
- 編集：佐藤琢哉
- スタイリスト：鈴木千春、小川弥生
- ヘアメイク：曽根基世志、大野いつか
- ディレクター：飯島彩絵子、荒田雄一
- プロデューサー：渡辺丈倫
- 技術協力：イメージランド、コールツプロダクション
- 制作協力：スクランブル
- 製作著作：札幌テレビ放送

### 過去のスタッフ
- プロデューサー：鴨田豊（～2013年7月9日まで）、須藤剛司（2013年7月15日～）
- ディレクター：熊頭新平、佐藤智美、小田部紫織
- ヘアメイク：吉田優一朗

## 特番による休止・変更
- 2012年12月6日はFIFAクラブワールドカップ2012・サンフレッチェ広島×オークランド・シティFC戦ハイライト（24:58 - 25:28）のため休止。その代替番組として同年12月8日の午前10時から『Xマス　札幌駅お得情報2012　ジョシ的徹底チェック～ファッション・コスメ・グルメ!!クリスマスお得情報を徹底チェック～』という特番が放送された。
- 2014年2月10日はソチオリンピック・スピードスケート男子500m中継のため休止。
- 2022年3月16日はこの日の夜に発生した福島県沖地震に関する特別報道番組により放送予定分は休止。しかし、翌週の放送で番組が終了するため振替として3月20日の深夜2時に放送された。
- また、プライムタイム枠番組の拡大時や『24時間テレビ』等の番宣番組放送時は放送時間が繰り下がる場合がある。

## 関連番組
- 女子会ラジオ
当番組と同時期にSTVラジオでスタートしたラジオ番組（2012年4月 - 2013年3月放送）。番組MCの三好もレギュラー出演していた。

## リンク
- 「ジョシスタ」公式サイト(STV)

| STVテレビ 木曜24:38 - 25:13枠 | STVテレビ 木曜24:38 - 25:13枠 | STVテレビ 木曜24:38 - 25:13枠                                                                                     |
| 前番組 | 番組名                        | 次番組 |
| --- | ----------------------------- | --- |
| What's New?+Cute （24:38 - 25:18） | ジョシスタ                    | でたらめヒーロー （23:58 - 24:53） ※読売テレビ制作みる・みる・みらい （24:53 - 24:59）シアターS （24:59 - 25:29） |
| STVテレビ 木曜25:13 - 25:38枠 |                               | |
| AKBINGO! （25:18 - 25:48） ※25:48 - 26:18枠に繰り下げ | ジョシスタ                    | シアターS |
| STVテレビ 月曜24:59 - 25:39枠 |                               | |
| saku saku （24:58 - 25:28） ※火曜25:34 - 26:04枠に移動STV天気予報 （25:28 - 25:33） ※25:39 - 25:44枠に繰り下げブギウギ専務（再放送） （25:33 - 26:03） ※土曜25:20 - 25:50枠に移動 | ジョシスタ あいく的           | サムライカアサン （24:59 - 25:29）オードリーさん、ぜひ会ってほしい人がいるんです。 （25:29 - 25:59）              |
| STVテレビ 水曜24:59 - 25:29枠 |                               | |
| 浜ちゃんが! （24:59 - 25:29） ※土曜24:55 - 25:25枠に移動 | ジョシスタ あいく的           | 真夜中のイイね♡                                                                                                   |